# أدولف فاغنر (عالم اقتصاد)
هاينريش فاغنر (بالألمانية: Adolph Wagner)‏ (و. 1835 – 1917 م) هو اقتصادي، وسياسي، وأستاذ جامعي، من ألمانيا، ولد في إرلنغن، وكان عضوًا في الأكاديمية الملكية السويدية للعلوم، توفي في برلين، عن عمر يناهز 82 عاماً.

## مناصب
تولى منصب عضو مجلس النواب البروسي اللوردات، وعضو مجلس النواب البروسي.

## التعليم
تعلم في جامعة غوتينغن.

## مناصب وهيئات
أدار جامعة تارتو.